# 燕雀科
是鸟纲雀形目中的一个科，包含了多种称为“雀”的鸟类。

## 外形
本科的鸟体形较小，外形似麻雀。锥状喙厚实有力，嘴峰隆起，上下嘴边缘平滑，闭合性好，这一点与鹀科的鸟有着明显的区别。本科中交嘴雀属的鸟喙的形态特殊。在解剖学上，角质腭两侧的纵棱平行，这是与文鸟科的重要区别点。尾羽12枚，初级飞羽10枚，但通常外侧的第一枚退化。

## 习性
本科的鸟鸣肌发达，善于鸣叫，有些种雌雄都善鸣叫。
本科的鸟多以植物的果实、种子为食，繁殖期时以昆虫哺育雏鸟。本科的鸟巧于营巢，常在树上或地面上筑巢。巢一般是开放式呈碗状。
本科的鸟是晚成雏。

## 与人类的关系
本科的鸟由于鸣叫动听、外形美丽，在世界各地深受人们的喜爱，也是深受鸟类买卖的危害。本科鸟由于食性复杂，容易饲养，也是人们喜欢的原因之一。